# Distretto di Lipsia (Repubblica Democratica Tedesca)
Il distretto di Lipsia era (Bezirk Leipzig) era uno dei 14 distretti in cui era divisa la Repubblica Democratica Tedesca, esistito dal 1952 al 1990. Lipsia era la sede amministrativa e la città principale. 

## Storia
Dopo la riunificazione tedesca, il 3 ottobre 1990 il distretto venne smembrato e incorporato al Land Sassonia, eccettuati i circondari di Altenburg e di Schmölln, che divennero parte integrante del Land Turingia.

## Localizzazione
Il distretto di Lipsia confinava con quelli di Halle, Dresda, Karl-Marx-Stadt e Gera. 

## Suddivisione amministrativa
Circondario urbano (Stadtkreis):
- Lipsia (Leipzig)

Circondari rurali (Landkreise):
- Altenburg
- Borna
- Delitzsch
- Döbeln
- Eilenburg
- Geithain
- Grimma
- Lipsia-Land (Leipzig-Land)
- Oschatz
- Schmölln
- Torgau
- Wurzen